# Triumph Dolomite (1934-1939)
La Dolomite è una serie di autovetture prodotta dalla Triumph dal 1934 al 1939.
Le vetture furono prodotte fino al 1939, cioè fino a quando la Triumph finì in liquidazione coatta amministrativa. Un certo numero di esemplari fu registrato nel 1940. Tutti i modelli della serie, tranne la Straight 8, avevano una calandra "a cascata" disegnata da Walter Belgrove. Comunque, gli esemplari berlina esportati nel continente europeo possedevano una calandra convenzionale.

## La Dolomite Straight 8
Il nome "Dolomite" è stato utilizzato per la prima volta nel 1934, quando fu applicato ad un modello sportivo somigliante all'Alfa Romeo 8C che aveva installato un motore ad otto cilindri in linea. La Dolomite Straight 8, questo il suo nome, venne prodotta in soli 3 esemplari. Il propulsore aveva una cilindrata di 1.991 cm³ ed era dotato di doppio albero a camme in testa e di un compressore volumetrico. La potenza erogata era di 120 CV a 5.500 giri, che permetteva alla vettura di raggiungere una velocità massima di 175 km/h. Erano installati freni idraulici Lockheed con tamburi da 400 mm. Il telaio era d'acciaio pressato e le sospensioni erano a balestra semiellittica sulle quattro ruote. Il cambio era a due rapporti con preselettore. La Dolomite Straight 8 fu offerta con un solo tipo di carrozzeria, roadster due porte.
Un esemplare della Dolomite Straight 8 partecipò al rally di Monte Carlo nel 1935 guidato da Donald Healey, ma fu costretto al ritiro dopo una collisione con un treno ad un passaggio a livello in Danimarca.
A causa delle difficoltà finanziarie della Triumph, la Dolomite Straight 8 non entrò mai in produzione di serie. Alcuni motori e qualche telaio vennero in seguito assemblati e montati in esemplari completi da un'azienda londinese, la High Speed Motors (HSM).

## La Dolomite 14/60 e la Dolomite 16
Il nome Dolomite è stato usato nuovamente dal 1937 al 1940 per la "Dolomite 14/60". Questo nuovo modello aveva un motore a quattro cilindri da 1.767 cm³ di cilindrata ed una carrozzeria berlina. Il progetto, supervisionato da Donald Healey, comprendeva l'installazione di una calandra disegnata da Walter Belgrove. Il modello venne collocato nel mercato delle berline lussuose sportive.
Di questo modello era presente anche una versione con motore a sei cilindri da 1.991 cm³, la "Dolomite 16". Questa versione ricevette commenti positivi dalla stampa specializzata.

## La Dolomite Roadster
La "Dolomite Roadster" o "Dolomite 14/65", annunciata nell'aprile del 1938, era una roadster due porte che poteva ospitare tre passeggeri su un sedile a divanetto, e due passeggeri aggiuntivi che potevano sedersi su una fila aggiuntiva i sedili posteriori, la cui tipologia ricordava il posto della suocera, che era così comune qualche anno prima.
L'incremento del rapporto di compressione e le modifiche applicate al motore, che portarono al miglioramento delle prestazioni del veicolo, giustificarono il nome assegnato al modello, vale a dire "14/65"(dove "14" era collegato ai cavalli fiscali, mentre "65" ai CV di potenza). Il modello aveva installato un motore da 1.767 cm³ che aveva installato dei carburatori doppio corpo SU. Nel luglio 1938 si aggiunse all'offerta un propulsore da 1.991 cm³ che era dotato di tripli carburatori SU. Il cambio era manuale a quattro rapporti.
Il modello era ben accessoriato, e l'equipaggiamento di serie comprendeva, ad esempio, un volante ricoperto in pelle, un doppio clacson ed un duplice impianto idraulico dei freni.
Il corpo vettura era in alluminio, mentre il telaio era in frassino. Come molti altri modelli Triumph, la Roadster seguì la tendenza inaugurata da alcune vetture americane che consisteva nell'aver installato il radiatore dietro la calandra metallica. Il mercato britannico era però conservatore, e quindi prima che la produzione si interrompesse, la Triumph introdusse la versione "Vitesse" della Dolomite, dove la calandra fu rimossa ed il radiatore, in questo modo, era esposto.
Nel 1939, pochi mesi dall'inizio della seconda guerra mondiale, e prima che il governo britannico limitasse la produzione delle autovetture civili a favore dei veicoli militari con la conseguente riconversione degli impianti produttivi, la rivista Autocar eseguì una prova su strada di una Roadster. Durante il test furono registrate una velocità media di 126 km/h ed una velocità massima di 130 km/h. L'accelerazione da 0 a 97 km/h fu di 15 secondi. Nel periodo in cui fu eseguito questo test, la Dolomite Roadster costava 495 sterline.
L'esperienza di fabbricare manualmente pannelli di alluminio negli impianti di Coventry, dove la Dolomite era prodotta, candidò il sito produttivo all'assemblaggio di aeroplani. Per questo motivo, durante la guerra, la Luftwaffe bombardò lo stabilimento.

## Dolomite ½-litre
Nel 1938 fu introdotta una nuova versione della Dolomite, la "½-litre", che montava di serie, perlomeno inizialmente, un motore da 1.496 cm³. Era disponibile con due tipi di carrozzeria, berlina e roadster.  Un motore da 1.767 cm³ fu inizialmente offerto tra gli optional; dal 1939 questo propulsore fece parte dell'equipaggiamento di serie.